# Сийи-ла-Потри
Сийи́-ла-Потри́ (фр. Silly-la-Poterie) — коммуна во Франции, находится в регионе О-де-Франс. Департамент коммуны — Эна. Входит в состав кантона Виллер-Котре. Округ коммуны — Суасон.
Код INSEE коммуны — 02718.

## Население
Население коммуны на 2010 год составляло 134 человека.
| 1962 | 1968 | 1975 | 1982 | 1990 | 1999 | 2010 |
| ---- | ---- | ---- | ---- | ---- | ---- | ---- |
| 147  | 133  | 114  | 110  | 132  | 138  | 134  |

## Экономика
В 2010 году среди 90 человек трудоспособного возраста (15—64 лет) 62 были экономически активными, 28 — неактивными (показатель активности — 68,9 %, в 1999 году было 74,0 %). Из 62 активных жителей работали 52 человека (29 мужчин и 23 женщины), безработных было 10 (6 мужчин и 4 женщины). Среди 28 неактивных 4 человека были учениками или студентами, 14 — пенсионерами, 10 были неактивными по другим причинам.